# Hugo Sotelo
Hugo Sotelo, né le 19 décembre 2003 à Vigo en Espagne, est un footballeur espagnol qui évolue au poste de milieu central au RC Celta.

## Biographie

### En club
Né à Vigo en Espagne, Hugo Sotelo est formé par le Celta de Vigo. En mai 2021, Sotelo est appelé pour la première fois dans le groupe de l'équipe première en raison notamment de plusieurs absents sur blessures.
Le 16 mai 2021, Sotelo joue son premier match en équipe première à l'occasion d'une rencontre de Liga face au FC Barcelone. Il entre en jeu à la place de Fran Beltrán et son équipe l'emporte par deux buts à un,.
C'est lors de la saison 2023-2024 que Sotelo commence à jouer davantage avec l'équipe première, l'entraîneur Rafael Benítez le faisant entrer dans la rotation au milieu de terrain.

### En sélection
Jamais appelé en sélection dans les différentes catégories de jeunes jusque-là, Soleto figure dans une pré-liste avec l'équipe d'Espagne espoirs en août 2023.

## Statistiques
Le tableau ci-dessous retrace la carrière de Hugo Sotelo depuis ses débuts :

### Statistiques détaillées
| Saison                | Club                  | Championnat           | Championnat | Championnat | Coupe(s) nationale(s) | Coupe(s) nationale(s) | Compétition(s) continentale(s) | Compétition(s) continentale(s) | Compétition(s) continentale(s) | Total | Total |
| Saison                | Club                  | Division              | M.          | B.          | M.                    | B.                    | Comp.                          | M.                             | B.                             | M.    | B.    |
| 2020-2021             | Celta de Vigo         | Liga                  | 1           | 0           | -                     | -                     | -                              | -                              | -                              | 1     | 0     |
| 2021-2022             | Celta de Vigo         | Liga                  | 1           | 0           | -                     | -                     | -                              | -                              | -                              | 1     | 0     |
| 2022-2023             | Celta de Vigo         | Liga                  | 1           | 0           | -                     | -                     | -                              | -                              | -                              | 1     | 0     |
| 2023-2024             | Celta de Vigo         | Liga                  | 9           | 0           | 3                     | 0                     | -                              | -                              | -                              | 12    | 0     |
| Total sur la carrière | Total sur la carrière | Total sur la carrière | 12          | 0           | 3                     | 0                     | -                              | 0                              | 0                              | 15    | 0     |